# Matthias Ginter
Matthias Ginter (Freiburg im Breisgau, 1994. január 19. –) német labdarúgó, a Freiburg védője. 2014-től a német labdarúgó-válogatott játékosa. Részt vett a 2014-es labdarúgó-világbajnokságon, ahol aranyérmes lett.

## Pályafutása

### Freiburg
Ginter 4 évesen kezdett el focizni a SV March csapatában, majd 2005-ben csatlakozott az SC Freiburg akadémiájához. Az Ifjúsági Német Kupát is elhódították. 2012 januárjában az első keretben több sérült is volt, így Ginter az első csapattal edzett. Január 21-én debütált az FC Augsburg ellen a 70. percben Anton Putsila cseréjeként. A 88. percben ő szerezte a győztes gólt csapatának. Ő lett a legfiatalabb gólszerző a maga 18 évével és két napjával a klub történetében, elődje Dennis Aogo volt. Két nappal később profi szerződést kötött a klubjával. Fallou Diagnevel alkottak a belső védőket a Freiburgban.

### Borussia Dortmund
2014. július 17-én  ötéves  szerződést kötött a Borussia Dortmund csapatával és a 28-as mezszámot fogja viselni.

### Borussia Mönchengladbach
2017. július 4-én a Borussia Mönchengladbach szerződtette 17 000 000 euróért.

### Visszatérés a Freiburg-ba
2022. május 4-én jelentette be, hogy visszatér a Freiburg csapatához.

### Válogatott
A Német U18-as válogatottban 6 alkalommal lépett pályára mérkőzésen. Rész vett a 2013-as U21-es labdarúgó-Európa-bajnokságon a Német U21-es labdarúgó-válogatott tagjaként. 2014. március 5-én debütált a Német labdarúgó-válogatottban a Chilei labdarúgó-válogatott elleni barátságos mérkőzésen. Joachim Löw nevezte a 2014-es labdarúgó-világbajnokságra készülő 30 fős keretébe. A 900. német válogatott lett. 2014. július 13-án a német válogatott tagjaként világbajnoki aranyérmet szerzett. Kevin Großkreutz és Erik Durm társaságában a világbajnokságon egy mérkőzésen sem léptek pályára.
A 2016-os Olimpián is részt vett, ahol ezüstérmesként zárt. A csoport első mérkőzésén a mexikói U23-as labdarúgó-válogatott ellen 2–2-s döntetlennel záruló találkozón, a 78. percben szerzett gólt. A negyeddöntőben a portugálok ellen az 57. percben volt eredményes a 4–-ra megnyert rangadón. A döntőben a brazilok ellen 1–1-s rendes játékidő után tizenegyessekkel maradtak alul. A 2017-es konföderációs kupán a döntőben Chile ellen 1–0-ra nyertek.

## Statisztika
2022. május 28-i állapot szerint.
| Klub                     | Szezon           | Bajnokság | Bajnokság | Kupa     | Kupa  | UEFA     | UEFA  | Összesen | Összesen |
| Klub                     | Szezon           | Mérkőzés  | Gólok     | Mérkőzés | Gólok | Mérkőzés | Gólok | Mérkőzés | Gólok    |
| ------------------------ | ---------------- | --------- | --------- | -------- | ----- | -------- | ----- | -------- | -------- |
| SC Freiburg              | 2011–12          | 13        | 1         | 0        | 0     | -        | -     | 13       | 1        |
| SC Freiburg              | 2012–13          | 23        | 1         | 3        | 0     | -        | -     | 26       | 1        |
| SC Freiburg              | 2013–14          | 34        | 0         | 3        | 2     | 5        | 1     | 42       | 3        |
| Összesen                 | Összesen         | 70        | 2         | 6        | 2     | 5        | 1     | 81       | 51       |
| Borussia Dortmund        | 2014–15          | 14        | 0         | 0        | 0     | 5        | 0     | 19       | 0        |
| Borussia Dortmund        | 2015–16          | 24        | 3         | 5        | 0     | 11       | 1     | 40       | 4        |
| Borussia Dortmund        | 2016–17          | 28        | 0         | 3        | 0     | 7        | 0     | 38       | 0        |
| Összesen                 | Összesen         | 67        | 3         | 8        | 0     | 23       | 1     | 98       | 4        |
| Borussia Mönchengladbach | 2017–18          | 34        | 5         | 3        | 0     | –        | –     | 37       | 5        |
| Borussia Mönchengladbach | 2018–19          | 27        | 2         | 2        | 0     | —        | —     | 29       | 2        |
| Borussia Mönchengladbach | 2019–20          | 31        | 1         | 1        | 0     | 4        | 0     | 36       | 1        |
| Borussia Mönchengladbach | 2020–21          | 34        | 2         | 4        | 0     | 8        | 0     | 46       | 2        |
| Borussia Mönchengladbach | 2021–22          | 28        | 1         | 3        | 0     | —        | —     | 31       | 1        |
| Összesen                 | Összesen         | 154       | 11        | 13       | 0     | 12       | 0     | 179      | 11       |
| Karrier összesen         | Karrier összesen | 291       | 16        | 29       | 2     | 41       | 2     | 362      | 20       |

## Sikerei, díjai

### Klub
- Borussia Dortmund
  - Német szuperkupa: 2014
  - Német kupa: 2016–17

### Válogatott
- Németország
  - Labdarúgó-világbajnokság:
    - Aranyérmes: 2014

  - Konföderációs kupa: 
    - Aranyérmes: 2017
- Németország U23
  - Olimpia:
    - Ezüstérmes: 2016

### Egyéni
- Fritz Walter-medál (U18) – aranyérmes: 2012[17]
- Fritz Walter-medál (U19) – aranyérmes: 2013[18]
- Az év válogatott játékosa: 2019[19]